# Жуніор Таварес
Карлос Еудженіо Жуніор Таварес дос Сантос (порт. Carlos Eugenio Júnior Tavares dos Santos), більш відомий як Жуніор Таварес (нар. 7 серпня 1996, Порту-Алегрі) — бразильський футболіст, який грає за «Сан-Паулу» на позиції лівого захисника.

## Клубна кар'єра
Народився 7 серпня 1996 року в Порту-Алегрі. Вихованець академій «Інтернасьйоналя», «Спортинг Суль» і «Греміо». У 2015 році провів свій перший матч за основу «Греміо», але не зміг закріпитися в команді і відправився в оренду в клуб «Жоїнвіль», що представляв бразильську Серію Б.
Влітку 2016 року, він був відданий в оренду в Сан-Паулу, де він грав у команді до 20 року. У грудні він був куплений клубом і проведений в основну команду «Сан-Паулу».

## Збірна
2011 року у складі збірної Бразилії до 15 років виграв Юнацький чемпіонат Південної Америки в Уругваї.

## Особисте життя
Жуніор Таварес зі спортивної родини. Його батько Карлос Еудженіо також був футболістом, але виступав за «Греміо» лише на молодіжному рівні, а мама, Сімона Таварес, змогла проявити себе в гандболі.